# Pedicia falcifera
Pedicia falcifera är en tvåvingeart som beskrevs av Alexander 1941. Pedicia falcifera ingår i släktet Pedicia och familjen hårögonharkrankar. Inga underarter finns listade i Catalogue of Life.